# Morti nel 1944/Febbraio
| Questa pagina contiene informazioni ricavate automaticamente dalle voci biografiche con l'ausilio del template Bio e di un bot. L'aggiornamento è periodico e automatico e ricostruisce completamente la pagina. Se manca una persona in questa lista, sei pregato di non aggiungerla, ma accertati piuttosto che la sua voce biografica contenga il template Bio e che i dati anagrafici siano correttamente compilati. Se il template Bio manca, inseriscilo tu stesso o, in alternativa, metti l'avviso {{tmp\|Bio}} che ne segnala la mancanza. Se i dati riportati sono sbagliati, correggi direttamente la voce biografica; le modifiche saranno visibili in questa lista entro pochi giorni. Per chiarimenti vedi il progetto biografie. La lista contiene solo le 110 persone che sono citate nell'enciclopedia e per le quali è stato implementato correttamente il template Bio. Pagina aggiornata al 2 giu 2025. |

- 1º febbraio - Tommaso Barbieri, imprenditore e antifascista italiano (n. 1890)
- 1º febbraio - Michel-Dimitri Calvocoressi, scrittore e critico musicale francese (n. 1877)
- 1º febbraio - Massimo Gizzio, partigiano italiano (n. 1925)
- 1º febbraio - Franz Kutschera, generale e politico austriaco (n. 1904)
- 1º febbraio - Piet Mondrian, pittore olandese (n. 1872)
- 1º febbraio - Pompilio Fastiggi, partigiano italiano (n. 1911)
- 2 febbraio - Monzō Akiyama, militare giapponese (n. 1891)
- 2 febbraio - Ettore Arena, partigiano italiano (n. 1923)
- 2 febbraio - Enzio Malatesta, giornalista e partigiano italiano (n. 1914)
- 3 febbraio - Yvette Guilbert, cantante, attrice e scrittrice francese (n. 1865)
- 3 febbraio - Robert Murray Hanson, militare e aviatore statunitense (n. 1920)
- 3 febbraio - Thorleif C. Henriksen, compositore di scacchi norvegese (n. 1881)
- 3 febbraio - Albert Hodges, scacchista statunitense (n. 1861)
- 3 febbraio - Ludwig Pick, patologo tedesco (n. 1868)
- 3 febbraio - Lionel Wigram, militare inglese (n. 1907)
- 4 febbraio - Alcide Arnoulet, partigiano italiano (n. 1922)
- 4 febbraio - Arsen Borisovič Kocoev, scrittore e traduttore russo (n. 1872)
- 4 febbraio - Mary Murillo, sceneggiatrice britannica (n. 1888)
- 4 febbraio - Lado Piščanc, presbitero e poeta sloveno (n. 1914)
- 5 febbraio - Leone Ginzburg, letterato e antifascista italiano (n. 1909)
- 5 febbraio - Julius Kugy, alpinista, scrittore e botanico austriaco (n. 1858)
- 5 febbraio - George L. Sargent, regista statunitense (n. 1863)
- 6 febbraio - Armando Bachi, generale italiano (n. 1883)
- 6 febbraio - Ettore Felice Camerino, antiquario italiano (n. 1870)
- 6 febbraio - Frances Ivens, ginecologa e chirurga britannica (n. 1870)
- 6 febbraio - Rudolf Levy, pittore tedesco (n. 1875)
- 6 febbraio - Astolfo Lunardi, antifascista e partigiano italiano (n. 1891)
- 6 febbraio - Virginia Montalcini, italiana (n. 1920)
- 6 febbraio - František Schulz, pallanuotista cecoslovacco (n. 1909)
- 6 febbraio - Sissel Vogelmann, italiano (n. 1935)
- 7 febbraio - Lina Cavalieri, soprano e attrice italiana (n. 1874)
- 7 febbraio - Giovanni Falorni, compositore e direttore di banda italiano (n. 1862)
- 7 febbraio - Gianfranco Mattei, chimico e partigiano italiano (n. 1916)
- 7 febbraio - Robert E. Park, sociologo statunitense (n. 1864)
- 8 febbraio - Alfons Paquet, drammaturgo, scrittore e giornalista tedesco (n. 1881)
- 8 febbraio - Albert Ray, attore, regista e sceneggiatore statunitense (n. 1897)
- 9 febbraio - Agnes Mary Frances Duclaux, scrittrice, giornalista e critica letteraria britannica (n. 1857)
- 9 febbraio - Walter Heitz, generale tedesco (n. 1878)
- 10 febbraio - Eugène Michel Antoniadi, astronomo greco (n. 1870)
- 10 febbraio - Alfred Bachelet, compositore, direttore d'orchestra e docente francese (n. 1864)
- 10 febbraio - Pino Budicin, antifascista e partigiano italiano (n. 1911)
- 10 febbraio - Erling Maartmann, calciatore norvegese (n. 1887)
- 10 febbraio - Kustaa Pihlajamäki, lottatore finlandese (n. 1902)
- 10 febbraio - Siegfried Purner, pallamanista austriaco (n. 1915)
- 10 febbraio - Israel Joshua Singer, scrittore polacco (n. 1893)
- 11 febbraio - Alfredo Grifone, partigiano italiano (n. 1920)
- 11 febbraio - Samuel Jessurun de Mesquita, pittore e incisore olandese (n. 1868)
- 11 febbraio - Jakov Savel'evič Vinogradov, militare sovietico (n. 1915)
- 11 febbraio - Benedicto Zacconi, calciatore brasiliano (n. 1910)
- 12 febbraio - John Saint-Helier Lander, pittore inglese (n. 1868)
- 12 febbraio - Margaret Woodrow Wilson, statunitense (n. 1886)
- 12 febbraio - Maria Teresa di Braganza, nobile (n. 1855)
- 13 febbraio - Filippo Beltrami, partigiano e antifascista italiano (n. 1908)
- 13 febbraio - Gianni Citterio, partigiano italiano (n. 1908)
- 13 febbraio - Antonio Di Dio, partigiano e militare italiano (n. 1922)
- 13 febbraio - Edgar Selwyn, attore, commediografo e regista statunitense (n. 1875)
- 13 febbraio - Alessandro Sinigaglia, partigiano italiano (n. 1902)
- 13 febbraio - Joseph Wilpert, presbitero e archeologo tedesco (n. 1856)
- 14 febbraio - Giovanni Girolamo Romei Longhena, politico e militare italiano (n. 1865)
- 14 febbraio - Renzo Vandelli, calciatore italiano (n. 1907)
- 16 febbraio - Robert Ful'da, allenatore di calcio russo (n. 1873)
- 16 febbraio - Arturo Jelardi, politico e giornalista italiano (n. 1896)
- 16 febbraio - Hans Larsson, filosofo e saggista svedese (n. 1862)
- 16 febbraio - Dhundiraj Govind Phalke, regista e produttore cinematografico indiano (n. 1870)
- 16 febbraio - Luigi Trinchero, scultore italiano (n. 1862)
- 16 febbraio - Karl Wahlmüller, calciatore austriaco (n. 1913)
- 17 febbraio - Orazio Costorella, partigiano italiano (n. 1924)
- 17 febbraio - Mario Zorzi, tiratore a segno italiano (n. 1910)
- 17 febbraio - Pietro de Nava, ingegnere italiano (n. 1870)
- 18 febbraio - Charles Bedaux, imprenditore e avventuriero francese (n. 1886)
- 18 febbraio - Charles Davenport, biologo statunitense (n. 1866)
- 18 febbraio - John Arthur Ruskin Munro, storico e archeologo britannico (n. 1864)
- 18 febbraio - Giacomo Parodo, militare e partigiano italiano (n. 1919)
- 18 febbraio - Wilhelm Stemmermann, generale tedesco (n. 1888)
- 20 febbraio - Archibald Mathies, militare e aviatore statunitense (n. 1918)
- 20 febbraio - Renato Perico, militare italiano (n. 1895)
- 20 febbraio - Walter Edward Truemper, militare e aviatore statunitense (n. 1918)
- 21 febbraio - Anton Delbrück, psichiatra tedesco (n. 1862)
- 21 febbraio - Rino Della Negra, partigiano francese (n. 1923)
- 21 febbraio - Spartaco Fontanot, attivista e partigiano italiano (n. 1922)
- 21 febbraio - Giacinto Ghia, imprenditore e carrozziere italiano (n. 1887)
- 21 febbraio - Emil Juracka, pallamanista austriaco (n. 1912)
- 21 febbraio - Cesare Luccarini, partigiano italiano (n. 1922)
- 21 febbraio - Missak Manouchian, partigiano armeno (n. 1906)
- 21 febbraio - Ferenc Szisz, pilota automobilistico ungherese (n. 1873)
- 22 febbraio - Kasturba Gandhi, pacifista indiana (n. 1869)
- 22 febbraio - Paul Gurran, generale tedesco (n. 1893)
- 22 febbraio - J. Barney Sherry, attore statunitense (n. 1874)
- 23 febbraio - Leo Baekeland, chimico statunitense (n. 1863)
- 23 febbraio - Franziskus Wolf, vescovo cattolico e missionario tedesco (n. 1876)
- 24 febbraio - Carl Eduard Hellmayr, ornitologo austriaco (n. 1878)
- 24 febbraio - Pietro Pajetta, partigiano italiano (n. 1914)
- 24 febbraio - Giacomo Perlasca, ufficiale, partigiano e antifascista italiano (n. 1919)
- 25 febbraio - Siegfried Schnell, aviatore tedesco (n. 1916)
- 26 febbraio - Giuseppe Fini, presbitero, compositore e organista italiano (n. 1877)
- 26 febbraio - Richard Löwy, ingegnere e militare austro-ungarico (n. 1886)
- 26 febbraio - Eugenio Perego, regista e sceneggiatore italiano (n. 1876)
- 26 febbraio - Ciro Ravenna, chimico italiano (n. 1878)
- 26 febbraio - Sergio Sabatini, partigiano italiano (n. 1925)
- 26 febbraio - Pëtr Berngardovič Struve, economista, giurista e politico russo (n. 1870)
- 26 febbraio - Xhelal Zogu, politico albanese (n. 1881)
- 27 febbraio - Hanns Barth, alpinista, giornalista e scrittore austriaco (n. 1873)
- 27 febbraio - Henri Cassiers, illustratore e grafico belga (n. 1858)
- 27 febbraio - Luigi Poggi, calciatore italiano (n. 1911)
- 28 febbraio - Alfred Beamish, tennista britannico (n. 1879)
- 28 febbraio - Giovanni Rossi, partigiano italiano (n. 1913)
- 28 febbraio - Sof'ja Sergeevna Meščerskaja, nobildonna e filantropa russa (n. 1851)
- 29 febbraio - Helge Almquist, storico svedese (n. 1880)
- 29 febbraio - Félix Fénéon, giornalista francese (n. 1861)
- 29 febbraio - Pehr Evind Svinhufvud, giurista e politico finlandese (n. 1861)